# Bob (sport)

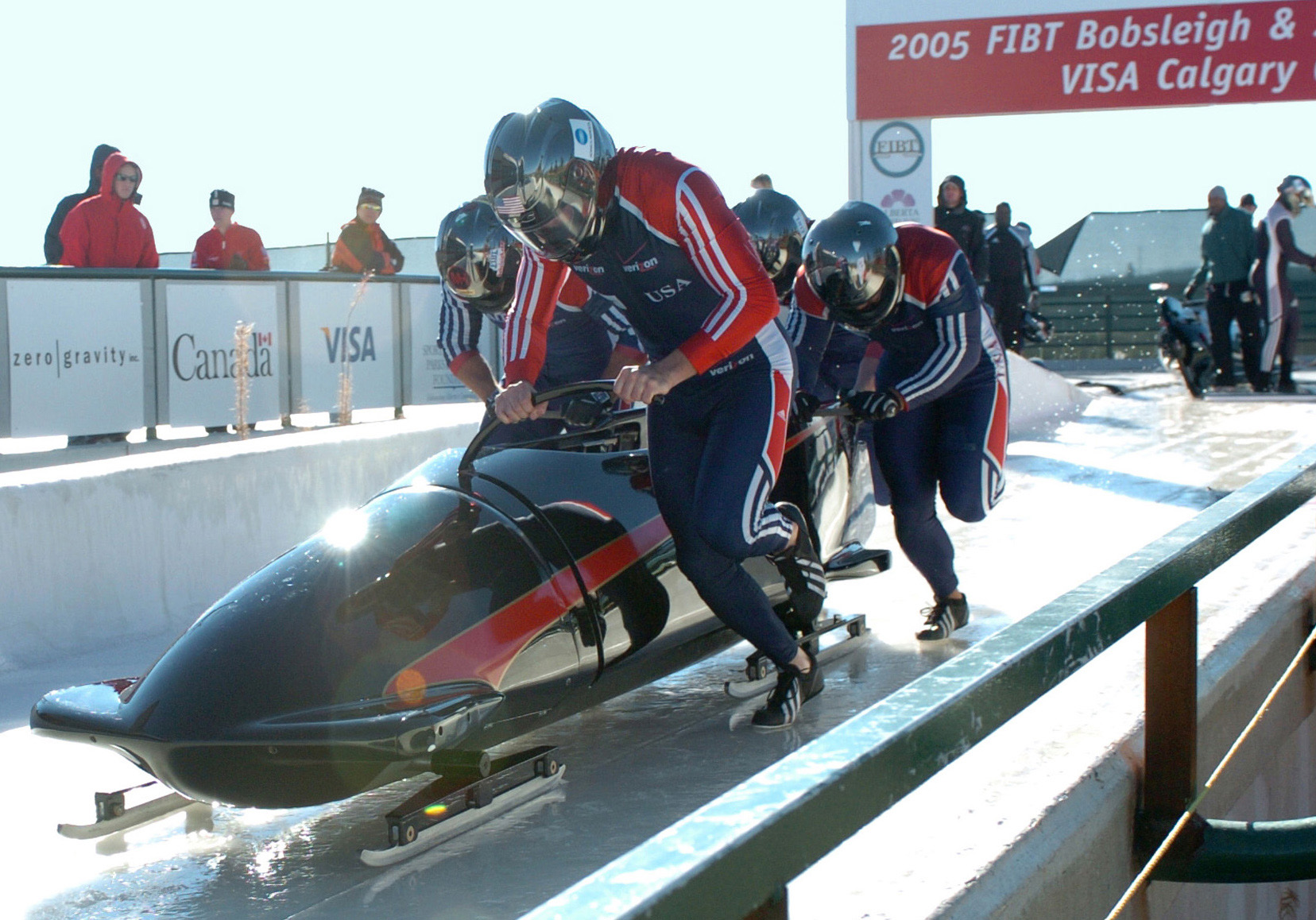

A bob a télisportok közé tartozó sportág. A verseny során a bobok, két vagy négy versenyzővel, kanyargós jégkatlanban csúsznak végig. A férfiak versenyszámában kettes és négyes csapatok versenyeznek. A nőknél hivatalosan eddig csak kettes csapatok versenyeznek, de a 2016-os világbajnokság keretén belül megszervezték az első bemutatójellegű női négyes bob versenyt is. Ez a kezdeményezés a legjobb női pilótáktól indult annak reményében, hogy a 2018-as téli olimpia keretén belül már hivatalos sportágként szerepel. A sportág nemzetközi irányító szervezete a Fédération Internationale de Bobsleigh et de Tobogganing (FIBT), mely 2015-től már az International Bob and Skeleton Federation (IBSF) nevet viseli. A szervezet alá tartozik a szkeleton szakág is.

## A sportág története

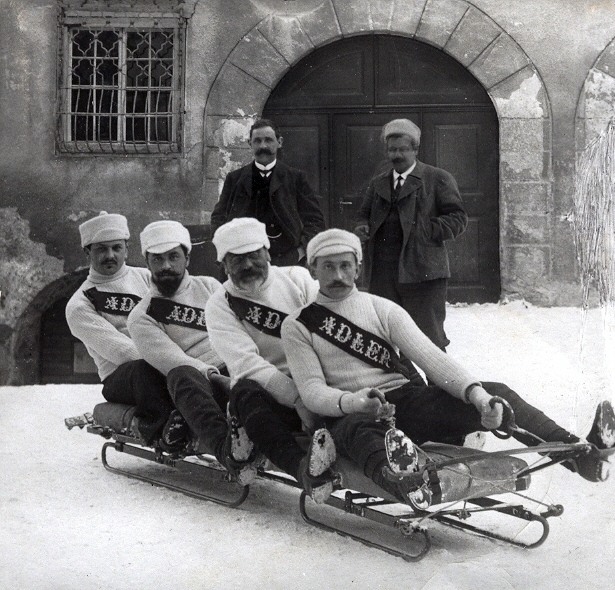
A svájci bobcsapat 1910 körül

A sportág eredete a 19. század végére nyúlik vissza, amikor Svájcban kormányszerkezetet szereltek egy szánra. Az első bobklub 1897-ben alakult St. Moritzban, amit gyorsan újabbak követtek Európa-szerte a téli üdülőhelyeken. 1914-ben már sokfelé rendeztek bobversenyeket, különböző természetes hó- és jégcsatornákban, amelyek ekkor még csekély mélységű árokszerű képződmények voltak.
Az első szánkók még fából készültek, de az igénybevétel hamarosan megkövetelte az acélból készült bobok használatát. A bob elnevezés a bobbing (lengetni) szóból származik, mert a versenyzők induláskor (akárcsak ma) előre-hátra mozgatták a szánt a nagyobb indulósebesség elérése céljából.
A sportág nemzetközi szövetsége 1923-ban alakult, és a sportág már a következő évi téli olimpiai játékokon (Chamonix, Franciaország) bemutatkozhatott. Ekkor még négy- és ötfős csapatok is indulhattak, és nem számított meglepetésnek, hogy a svájci egység tudott győzni. A kettes bobok az 1932. évi téli olimpiai játékokon szerepeltek először. Érdekesség, hogy a bob hamarabb szerepelt az olimpián, minthogy megrendezték volna világbajnokságukat, 1930-ban.
A bob ennek ellenére sokáig nem terjedt el igazán széles körben, mert a bobozás drága sportnak számított, és inkább a gazdagok szórakozása volt. A sportág az 1950-es években kezdte kialakítani a ma ismert formáját és szabályrendszerét. Jól képzett sportolók vették át a szórakozó amatőrök helyét, a bobok, a pályák és a felszerelések fokozatosan korszerűsödtek, a szövetség szabályrendszere pedig megfelelő módon segítette a versenyág fejlődését.
Az 1980-as években elindították a világkupa versenysorozatot, amely azzal, hogy az egész szezonban versenyzési lehetőséget biztosít, jól kiegészítette a világ- és Európa-bajnokságokat és az olimpiai játékokat. A nők az 1990-es években kezdték el a bobozást, kettes bobbal, ők Salt Lake Cityben, a 2002-es téli olimpián mutatkozhattak be.

## A bob

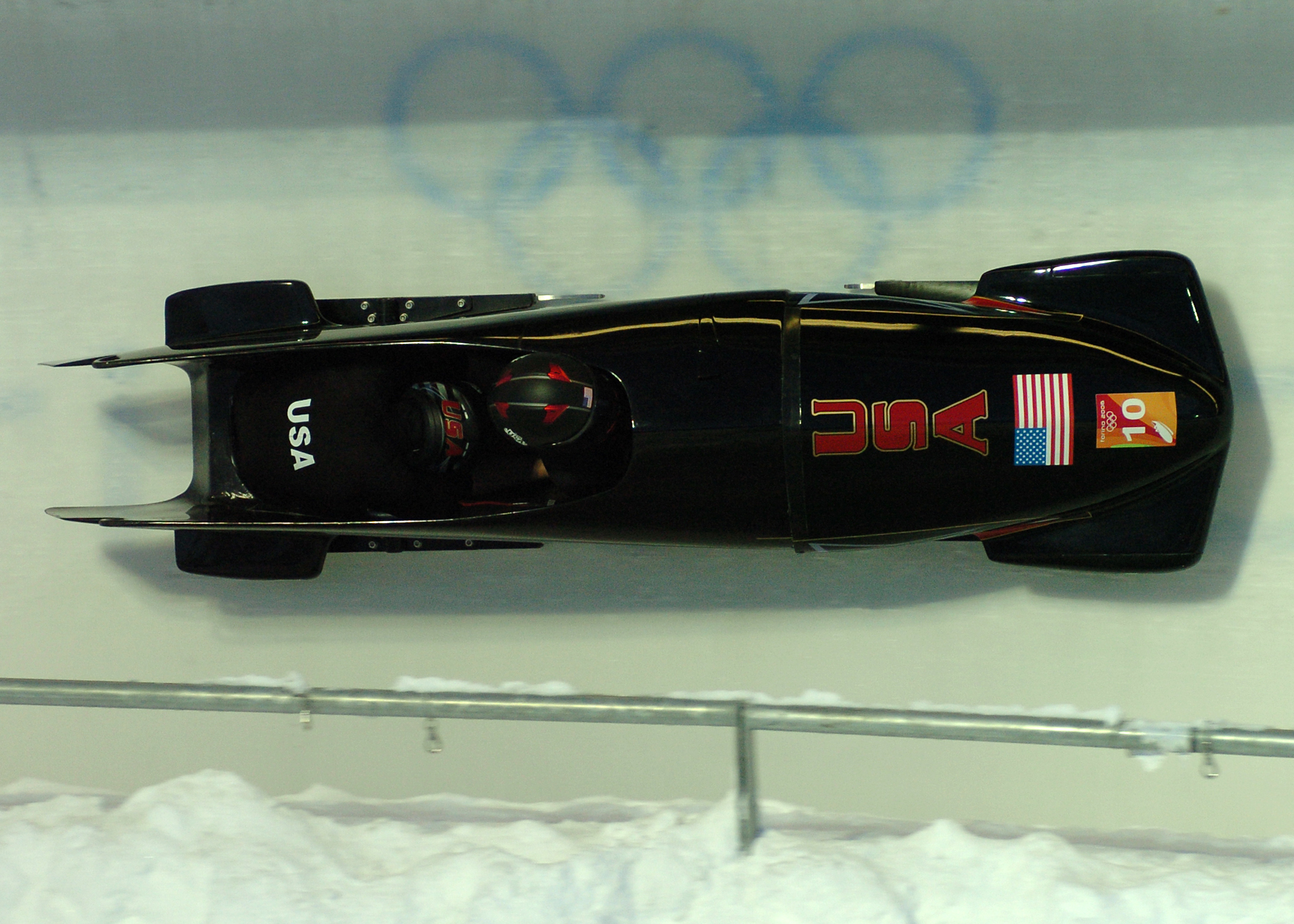

A bob különleges kialakítású, szivarszerű, hátul nyitott, acélvázas szánszerkezet, amely négy polírozott acél korcsolyán siklik. Külön figyelmet fordítanak a – ma már – szénszálas „karosszéria” áramvonalas kialakítására. Az első pár korcsolyát a kormányos erős zsinórok (kötelek) segítségével mozgatja. A leghátsó ember a fékező, aki a célbaérés után működteti a fékszerkezetet, karok segítségével mozdítható gereblyéket. A világversenyeken az indulás előtt ellenőrzik a bob – a nemzetközi szövetség által előírt – paramétereit, közvetlenül a start előtt pedig a korcsolyák hőmérsékletét. Régebben ugyanis előfordult, hogy a versenyzők felmelegítették a korcsolyákat, hogy a bob gyorsabban tudjon siklani a jégen.
A bob fő méreteit 1985-ben rögzítette a FIBT. Eszerint a kettesbobok maximális hosszúsága 2,7 méter, a négyesboboké 3,8 méter, legnagyobb szélességük pedig 0,67 méter. A bob maximális tömege is rögzített, eszerint a kettesbobok legfeljebb 390 kilogrammosak, a négyesek 630 kilogrammosak lehetnek.

## A pálya

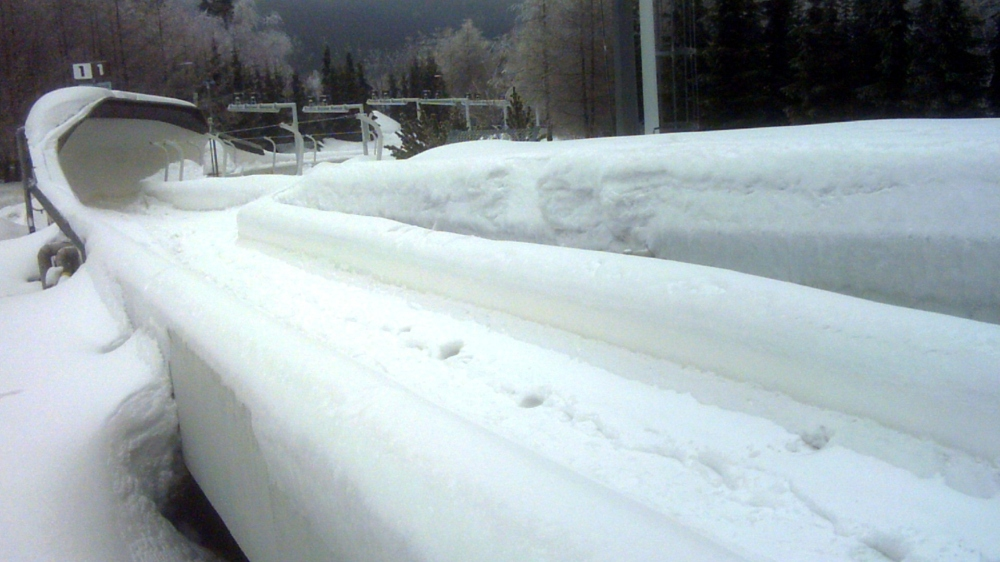

Az első pályákat még hófalak között alakították ki, ma már kizárólag jégen csúsznak a versenyzők. A mai pályák között vannak még természetes jéggel rendelkező pályák, de egyre több a hűtőrendszerrel rendelkező, mesterséges jeget biztosító – s ily módon az időjárás hatásaitól gyakorlatilag független – „trekkek”. A pályákat egyenes szakaszok és különböző kialakítású, ennek megfelelően különböző nehézségi fokú kanyarok, ívek alkotják. A pályák standard hossza 1500 méter, de több indulóhelyet is kialakítanak rajtuk. A világkupa-versenyeken kihasználják a pályák különbözőségeit, és több, különböző karakterű pályán rendezik a versenyeket a vk-szezon során. A hivatalos versenyekre használható pályák száma a világon nem éri el a harmincat.

## Kiegészítők
A bobversenyzők speciális anyagú, rugalmas, egybeszabott öltözetet és bukósisakot viselnek. Cipőjük talpán – a jégen való futást megkönnyítendő – több száz tüske van. A kormányosnak szemüveget is kell viselnie, és gyakran kesztyűt is húz, hogy kényelmesebben tudja kezelni a kormányzó zsinórzatot. Gyakori, hogy versenyzők könyök- és vállvédőt viselnek, a futam közben előforduló oldalirányú ütődések miatt.

## A sportág jellemzői

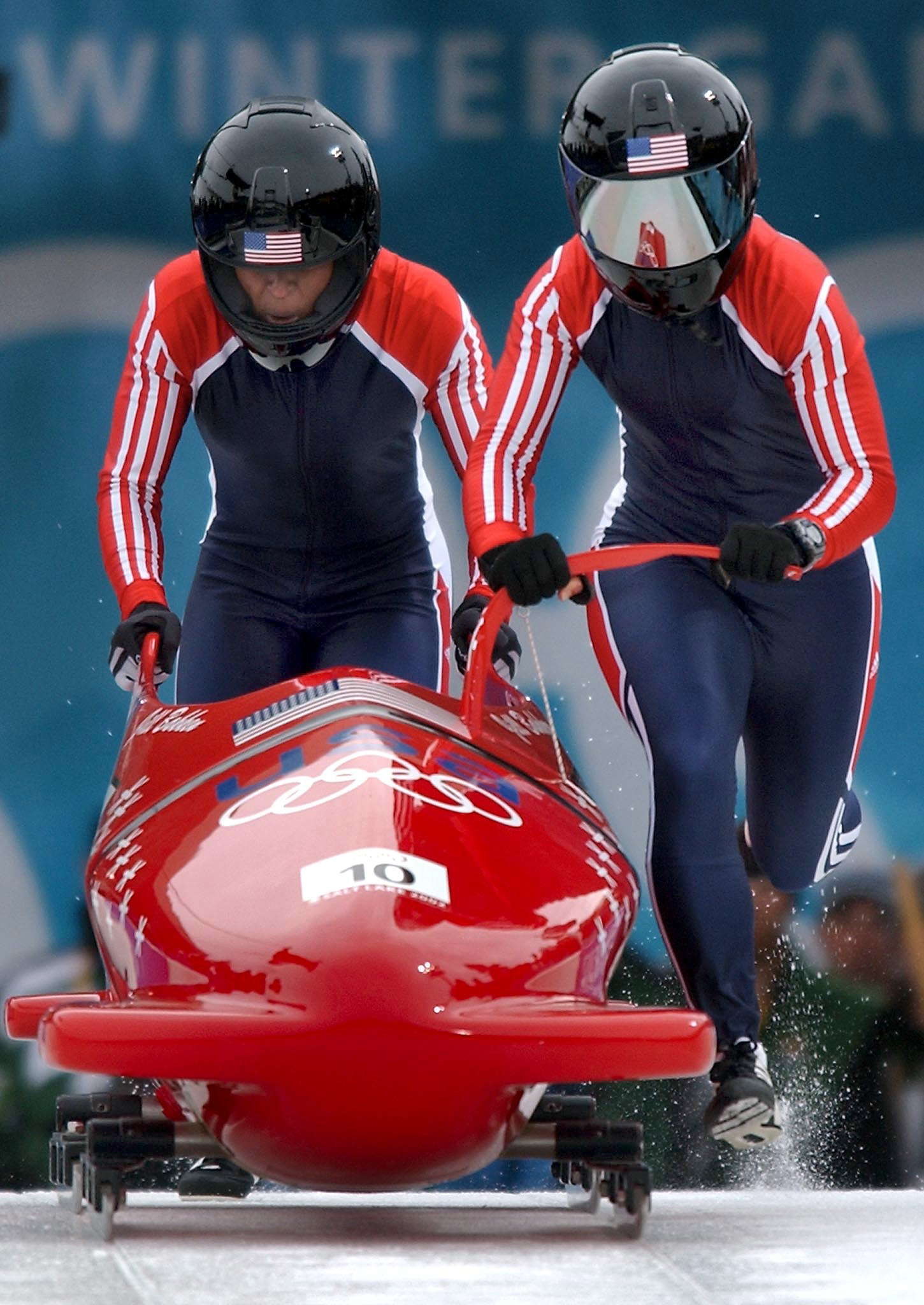

A bobnak két versenyszáma van, a kettes- és a négyes bob, a kettő közötti különbség értelemszerűen az, hogy az elsőnél kettő, a másodiknál négy versenyző ül a bobba. A bob egység „parancsnoka” a kormányos, az utolsó ember a fékező, négyes bob esetén a többiek a tolók. A versenyzők a starthelyről, állóhelyzetből indulva igyekeznek a lehető legnagyobb sebességre felgyorsítani a bobot úgy, hogy  a kettes bobnál az egyik versenyző a bob mellett, a másik mögötte, négyes bobnál három versenyző a bob két oldalán felváltva, az egyik pedig mögötte áll fel. Indításkor a versenyzők legfeljebb 50 méter hosszon, a négyesek mintegy 40 km/órára gyorsítják fel a bobot, majd meghatározott sorrendben beugranak a járműbe, egymás mögött elhelyezkedve. Ezt követően a kormányos irányítja a jégcsatornában a bobot, a többiek igyekeznek a doboz belsejébe húzódni, hogy a lehető legkisebbre csökkentsék a légellenállást, a cél az, hogy a kanyargós pályán a legmegfelelőbb ívet – így a legrövidebb utat – megtalálják, és az ívek kihasználásával a legnagyobb sebességet, illetve a legkisebb futamidőt elérjék.
A rajt- és futamidőket elektronikusan mérik. A versenyek eredményét több (világkupa futamokon egy nap alatt kettő, egyéb világversenyeken két nap alatt két-két, összesen négy) futam összesített eredménye adja.
A sportág néha a látványos bukások miatt kerül képernyőre, ennek ellenére nem tekinthető veszélyesnek. Mivel a start alapja a rövid, de igen lendületes tolás, gyakran választják atléták, amerikai futballisták, rövidtávfutók és mások téli kiegészítő, vagy levezető sportnak.
A 2014-2015-ös téli bob szezon volt az első év, mely során a nők is részt vehettek négyes bobban, de kizárólag vegyes felállásban. 
Egyesek szerint a négyes bob irányítása nehezebb, mint a kettes bobé, valamint veszélyesebb is, hiszen borulás esetén a tolók és a fékező kevésbé tud elbújni a bobban, ezáltal nagyobb a sérülés veszélye. Ez lehet talán a fő ok, ami miatt eddig nem létezett női négyes bob. Az első két női pilóta, aki részt vett a férfiak négyes bob versenyében, vegyes felállításban, (női pilóta három férfival), nem más, mint a 2014-es olimpia arany és ezüst érmese kettes bobban, a kanadai Kaillie Humphries és az amerikai Elana Meyers Taylor. A 2016-os Innsbruck-ban megszervezett Világbajnokságon bemutató jelleggel megszervezték az első csak nőkből összeállított négyes bob versenyt, ahol négy csapat küzdött meg egymás ellen. A kanadai és amerikai olimpikonok mellett még egy kanadai csapat állt a rajthoz Alisha Riesling vezetésével, valamint egy román csapat Maria Constantin pilótával az élen. Érdekesség hogy a román csapat két tagja magyar származású, Olívia Franciska Vild, valamint Halai Erika Anett.

## A sportág szervezete
A sportág vezető szerve az 1923-ban alapított Fédération Internationale de Bobsleigh et de Tobogganing (FIBT), amely a bobon kívül a szkeleton szövetsége is. 2007 óta a szövetség székhelye Milánó.
A sportág legfontosabb versenye az olimpia, ezen kívül világbajnokságot és világkupát rendeznek. A sportág vezető hatalma Németország – eddig összesen 15 olimpiai aranyérmet szereztek sportolói – Svájc és az Amerikai Egyesült Államok bobosai tartoznak még a legjobbak közé, de az utóbbi időkig jók voltak még Kanada és Olaszország is, legutóbb pedig Oroszország és Lettország bobosai is jól szerepelnek, és új pályákat is építenek. A sportág népszerűségét jelzi, hogy egyre több ország sportolói kapcsolódnak be a sportágba, mint például Magyarország, Csehország, Románia, Jamaica, Monaco és mások.